# Palookaville (album)
Palookaville je čtvrté studiové album britského DJe Fatboye Slima. Album vyšlo 4. října 2004, v domácí hitparádě obsadilo 14. místo.

## Seznam skladeb
1. Don't Let The Man
2. Slash Dot Dash
3. Wonderful Night
4. Long Way From Home
5. Put It Back Together
6. Mi Bebe Masoquista
7. Push And Shove
8. North West Three
9. The Journey
10. Jin Go Lo Ba
11. Song For Chesh
12. The Joker